# Guadalcanalkungsfiskare
Guadalcanalkungsfiskare (Ceyx nigromaxilla) är en fågel i familjen kungsfiskare inom ordningen praktfåglar.

## Utbredning och systematik
Fågeln förekommer i Salomonöarna och delas in i två underarter på Guadalcanal i Salomonöarna. Den delas in i två underarter med följande utbredning:
- Ceyx nigromaxilla nigromaxilla – förekommer på Guadalcanal
- Ceyx nigromaxilla malaitae – förekommer på Malaita

### Artstatus
Tidigare betraktades den som en underart till Ceyx lepidus och vissa gör det fortfarande. Den liksom ett stort antal andra arter i området urskiljs dock numera som egna arter efter genetiska studier.

## Status
IUCN kategoriserar arten som livskraftig.